# Пуніна Ольга Василівна
Ольга Василівна Пуніна (художню прозу публікує під псевдонімом Барбара Редінґ; 17 лютого 1985, Донецьк) — українська письменниця та літературознавець, кандидатка філологічних наук, доцентка Донецького національного університету імені Василя Стуса. Членкиня Національної спілки письменників України (2018).

## Наукова діяльність
Закінчила аспірантуру на кафедрі історії української літератури і фольклористики Донецького національного університету та здобула наукове звання кандидатки філологічних наук. Працює на посаді доцентки кафедри української мови, теорії та історії української і світової літератури Донецького національного університету імені Василя Стуса.

### Сфера наукових інтересів
- життєтворчість Василя Стуса,
- сучасний літературний процес.

### Наукові публікації
Авторка монографії «Кінофікація українського літературного дискурсу (20-30-ті роки ХХ століття)» (Донецьк, 2012), літературного портрета «Самітний геній: Олесь Ульяненко» (Київ, 2016), науково-популярного нарису «Василь Стус: Відлуння і наближення» (Вінниця, 2017, у співавторстві з Олегом Солов'єм і Михайлом Жиліним), розвідки-нарису «Людина без шкіри: Психотип Василя Стуса» (Брустури, 2022).

## Літературна творчість
Засновниця і учасниця мистецької (театральної) А-лябораторії «Сабурова дача» (Донецьк, 2006—2007 рр.). Співредакторка наукового альманаху «Стусознавчі зошити» (рік заснування — 2016), співзасновниця Проєкту актуальних дискурсів «Простір Літератури» (2016).
Як літературна критикиня виступала у виданнях: «Київська Русь», «Українська літературна газета», «Золота пектораль» тощо.
Членкиня експертної ради книжкової премії телеканалу «Еспресо» (2017—2022).

### Художні твори
- новелістична збірка «Вплив суч. укр. поезії на сексуальність неземних істот» (Київ, 2008);
- роман «Безумці» (Київ, 2012);
- книжки малої прози «nachtingal», «ляля», «чигирин», «жидівка» (Вінниця, 2016).

## Нагороди та відзнаки
- Лауреатка літературного конкурсу видавництва «Смолоскип» 2007 року (перша премія у номінації «Проза»)[3].
- Почесна відзнака «За популяризацію творчості Олеся Ульяненка» (2017) Міжнародної літературної премії імені Олеся Ульяненка за книгу «Самітний геній: Олесь Ульяненко: літературний портрет»[4].

## Публікації
- Пуніна Ольга Василівна. Кінофікація українського літературного дискурсу (20-30-ті роки XX століття) [Текст]: монографія / Ольга Пуніна ; М-во освіти і науки, молоді та спорту України, Донец. нац. ун-т, Каф. історії укр. л-ри і фольклористики . — Донецьк: ДонНУ, 2012. — 330 с. — Бібліогр.: с. 267—309. — ISBN 978-966-639-513-2
- Пуніна Ольга Василівна. Засоби кіномови в українській художній прозі 20-30-х років ХХ століття: автореф. дис … канд. філол. наук / О. В. Пуніна . — Донецьк: Б. в., 2011 . — 17 с.
- Пуніна О. Самітний геній: Олесь Ульяненко: Літературний портрет / Ольга Пуніна. — К.: ВЦ «Академвидав», 2016. — 288 с. — ISBN 978-617-572-096-7
- Шкурупій Ґео. Вибрані твори [Текст] / Ґео Шкурупій ; упоряд., [авт. передм. та авт. прим.] Ольга Пуніна, Олег Соловей. — К. : Смолоскип, 2013. — 869 с. : фотогр. — (Серія «Розстріляне Відродження»). — Бібліогр.: с. 845—858. — ISBN 978-966-2164-51-0
- Соловей О. Є., Пуніна О. В., Жилін М. В. Василь Стус: Відлуння і наближення: науково-популярний нарис / ред. В. В. Мозгунов. Вінниця: ДонНУ імені Василя Стуса, 2017. 152 с. ISBN 978-617-583-183-0
- Пуніна О. Людина без шкіри. Психотип Василя Стуса: розвідка-нарис. Брустури: Дискурсус, 2022. 160 с. ISBN 978-617-8218-15-7